# Le Castelet
Le Castelet ist eine französische Gemeinde mit 1.829 Einwohnern (Stand: 1. Januar 2022) im  Département Calvados in der Region Normandie. Sie gehört zum Kanton Évrecy und zum Arrondissement Caen. 
Sie entstand als Commune nouvelle mit Wirkung vom 1. Januar 2019 durch die Zusammenlegung der bisherigen Gemeinden Saint-Aignan-de-Cramesnil und Garcelles-Secqueville, die in der neuen Gemeinde den Status einer Commune déléguée haben. Der Verwaltungssitz befindet sich im Ort Saint-Aignan-de-Cramesnil.

## Gliederung
| Ortsteil                                    | ehemaliger INSEE-Code | Fläche (km²) | Einwohnerzahl zum 1. Januar 2022 |
| ------------------------------------------- | --------------------- | ------------ | -------------------------------- |
| Saint-Aignan-de-Cramesnil (Verwaltungssitz) | 14554                 | 6,91         | 714                              |
| Garcelles-Secqueville                       | 14294                 | 5,64         | 1.115                            |

## Lage
Nachbargemeinden sind 
- Castine-en-Plaine mit Rocquancourt im Westen und Tilly-la-Campagne im Nordwesten,
- Bourguébus im Norden,
- Bellengreville und Moult-Chicheboville im Nordosten,
- Valambray im Osten,
- Cintheaux im Süden,
- Fresney-le-Puceux und Fontenay-le-Marmion im Südwesten.